# Джекі Зок
Джекі Зок (англ. Jackie Zoch, 8 червня 1949) — американська академічна веслувальниця.
Бронзова призерка Олімпійських Ігор 1976 року в складі вісімки.